# Huntington Avenue
Huntington Avenue est une avenue de la ville de Boston, dans l’État du Massachusetts, aux États-Unis.